# كاثرين أوهارا
كاثرين أوهارا (بالإنجليزية: Catherine O'Hara)‏ مواليد 4 مارس 1954 في تورونتو، أونتاريو، كندا، هي ممثلة كندية بدأت مسيرتها الفنية عام 1973. كما أنها من الفائزات بجائزة إيمي وجولدن جلوب.

## الأعمال

### أفلام
- بيتلجوس
- وحيد في المنزل
- وحيد في المنزل 2
- سلسلة من الأحداث المأساوية
- الدجاج الصغير
- عبر السياج
- المنزل المتوحش
- فرانكنويني
- بيبي لونغستوكنغ

## روابط خارجية
- كاثرين أوهارا على موقع IMDb (الإنجليزية)
- كاثرين أوهارا على موقع روتن توميتوز (الإنجليزية)
- كاثرين أوهارا على موقع ميوزك برينز (الإنجليزية)
- كاثرين أوهارا على موقع أول موفي (الإنجليزية)
- كاثرين أوهارا على موقع قاعدة بيانات الأفلام السويدية (السويدية)
- كاثرين أوهارا على موقع إن إن دي بي (الإنجليزية)
- كاثرين أوهارا على موقع أول ميوزيك (الإنجليزية)
- كاثرين أوهارا على موقع ديسكوغز (الإنجليزية)
- كاثرين أوهارا على موقع قاعدة بيانات الفيلم (الإنجليزية)